# La Ferrassie 1
La Ferrassie 1 è il fossile di uno scheletro di un ominide della specie Homo neanderthalensis scoperto a La Ferrassie in Francia nel 1909 da Louis Capitan e Denis Peyrony.

## Descrizione
Il cranio è uno dei crani di Neanderthal tra i più completi mai trovati. Con una capacità cranica di 1641 cm3, è il secondo cranio di ominide più grande mai scoperto, dopo quello di Amud 1. Insieme al cranio, furono identificati i resti di scapole, bacino, mani e piedi
Il cranio ha i caratteri tipici dell'anatomia di Neanderthal, come una fronte bassa e inclinata e grandi aperture nasali. I denti sono ben conservati e gli incisivi sono molto usurati, suggerendo che fossero usati per portare oggetti. Le ossa delle gambe e dei piedi provano che i Neanderthal camminavano eretti come gli esseri umani moderni.
L'individuo, al momento della sua morte, aveva circa 45 anni, un'età molto avanzata per un ominide così antico.